# John Boyd (pisarz)
John Boyd, właśc. Boyd Bradfield Upchurch (ur. 3 października 1919 w Atlancie, zm. 8 czerwca 2013 tamże) – amerykański pisarz, autor fantastyki naukowej.

## Życiorys
W 1940 został powołany do służby w amerykańskiej marynarce mojennej, którą odbył m.in. na Filipinach, w Japonii i Anglii. W 1947 ukończył studia na Uniwersytecie Południowej Kalifornii, uzyskując dyplom z historii i dziennikarstwa.
W latach 1947–1971 pracował w Star Engraving Company. Jako John Boyd opublikował 11 powieści science fiction i jedno opowiadanie (w magazynie „Galaxy”). Poza tym pod własnym nazwiskiem wydał powieść detektywistyczną oraz dwie powieści historyczne, których akcja rozgrywa się w okresie niewolnictwa w Stanach Zjednoczonych; był także współautorem książki biograficznej.
Jedna z jego powieści science fiction, wydana w 1973 The Doomsday Gene była nominowana do Nagrody Locusa.

## Dzieła

### Jako John Boyd
- Ostatni statek z planety Ziemia (ang. The Last Starship From Earth, 1968) – powieść science fiction, wyd. polskie SW Czytelnik (1979, seria „Z kosmonautą”); Wydawnictwo Solaris (2018, seria Galaktyka Gutenberga) ISBN 978-83-7590-323-2[2]
- The Rakehells of Heaven (1969) – powieść science fiction
- The Pollinators of Eden (1969) – powieść science fiction
- Sex and the High Command (1970) – powieść science fiction
- The Organ Bank Farm (1970) – powieść science fiction
- The IQ Merchant (1972) – powieść science fiction
- The Gorgon Festival (1972) – powieść science fiction
- The Doomsday Gene (1973) – powieść science fiction
- The Girl and the Dolphin (1973) – opowiadanie science fiction, „Galaxy” marzec 1973
- Andromeda Gun (1974) – powieść science fiction
- Barnard's Planet (1975) – powieść science fiction
- The Girl with the Jade Green Eyes (1978) – powieść science fiction

### Jako Boyd Upchurch
- Slaughter in the Street (1950) – powieść detektywistyczna[1]
- The Slave Stealer (1968) – powieść historyczna[1]
- Scarborough Hall (1976) – powieść historyczna[1]
- Behind Every Bush (1979) – książka biograficzna (współautor: Richard H. Ichord)